# Stavba Kavanagh
Stavba Kavanagh (špansko Edificio Kavanagh) je slovit nebotičnik v okrožju Retiro v Buenos Airesu. Oblikovali so ga leta 1934 arhitekti Gregorio Sánchez, Ernesto Lagos in Luis María de la Torre, zato velja za vrhunec modernistične arhitekture. V času odprtja leta 1936 je bil Kavanagh najvišja stavba v Latinski Ameriki, pa tudi najvišja stavba na svetu z armiranobetonsko konstrukcijo.
Velja za eno najpomembnejših stavb Buenos Airesa. Raziskava časopisa Clarín iz leta 2013 med 600 ljudmi, ki niso arhitekti ali gradbeniki, je pokazala, da je Kavanagh najbolj všečna stavba med porteñosi. Ameriško društvo gradbenih inženirjev je stavbo Kavanagh leta 1994 razglasilo za zgodovinsko znamenitost gradbeništva in leta 1999 za nacionalni zgodovinski spomenik Argentine.

## Lega
Stavba Kavanagh stoji na ulici Florida 1065 v okrožju Retiro, s pogledom na Plaza San Martín.

## Zgodovina
Zasnovali so ga leta 1934 lokalni arhitekti Gregorio Sánchez, Ernesto Lagos in Luis María de la Torre, zgradil ga je konstruktor in inženir Rodolfo Cervini, slovesno pa so ga odprli leta 1936. Stavbo z višino 120 metrov odlikuje strogost njenih linij, pomanjkanje zunanjega okrasja in veliki prizmatični volumni. Ameriško društvo gradbenih inženirjev jo je leta 1994 razglasilo za zgodovinski gradbeni spomenik, argentinska vlada pa leta 1999 za nacionalni zgodovinski spomenik. V letu dokončanja je stavba prejela občinsko nagrado za kolektivne hiše in fasade (Premio Municipal de Casa Colectiva y de Fachada), tri leta kasneje pa je njena fasada prejela podobno nagrado Ameriškega inštituta arhitektov.
Gradnja je trajala le 14 mesecev, leta 1934 pa jo je naročila Corina Kavanagh, milijonarka irskega porekla, ki je pri 39 letih prodala dva ranča, da bi postavila svoj nebotičnik. Stavba ima obliko stolpa, s simetričnimi stopnjami in postopnim zmanjševanjem površine. Ustvarjena je bil od zunaj in prilagajala izjemno udobne prostore razpoložljivemu prostoru. Konstrukcija je bila skrbno zasnovana tako, da je bila čim bolj vitka, da bi se izognili nepotrebni teži, nanjo pa vplivali predpisi o urbanizmu. Zasnova združuje modernizem in art déco z racionalističnim pristopom in velja za vrh zgodnjega modernizma v Argentini.
To je bil takrat najvišji nebotičnik v Latinski Ameriki. Ker so bila stanovanja v novi stavbi namenjena višjim srednjim slojem, pri njeni gradnji niso prihranili stroškov, da bi zagotovili rezultat najvišje kakovosti. V vseh 105 stanovanjih so bili vgrajeni najnovejši tehnološki dosežki, vključno s centralno klimatsko napravo, dvanajstimi dvigali Otis in najsodobnejšo vodovodno instalacijo. Tisti v zgornjih nadstropjih imajo izvrstne terase s pogledom na reko, parke in mesto.
Corina Kavanagh je dolga leta živela v 14. nadstropju v največjem stanovanju, edinem, ki zaseda celo nadstropje. Obstaja legenda, ki pravi, da je bila oblika stavbe zasnovana kot maščevanje. Corina, ki je bila iz bogate, a ne aristokratske družine, se je zaljubila v sina družine Anchorena, ki je bil tako premožen kot aristokratski. Anchorenas, ki so živeli v palači na drugi strani Plaza San Martín (danes znana kot palača San Martín) in so zgradili cerkev, ki so jo lahko videli iz svoje palače, niso odobrili zaroke. Kot maščevanje je Corina arhitektom postavila le eno zahtevo: da bi družini Anchorena preprečila pogled na njihovo cerkev.

## Arhitektura
Zgradba Kavanagh velja za vodilni primer arhitekture mednarodnega sloga, trenutno lokalno znanega kot racionalizem ali moderno gibanje. Stavba je včasih klasificirana kot art deco zaradi podobnosti obeh slogov. Fabio Grementieri iz La Nación jo je označil za »mojstrsko sintezo racionalizma in art decoja, prenove in tradicije Pariza in New Yorka«. Racionalizem je v Buenos Aires uvedla intelektualka Victoria Ocampo z modernistično hišo, ki jo je naročila arhitektu Alejandru Bustillo, zgrajena v parku Barrio leta 1929 in za katero so značilne »preproste kubične oblike, bele stene in čedni proporci«. V nasprotju s hišami v preostalem delu soseske v slogu Belle Époque, priljubljene med mestnimi višjimi sloji, je stavba dobila negativne ocene. Kljub temu se je Ocampina hiša izkazala za zelo vplivno, saj je racionalistični slog pridobil popularnost v 1930-ih. Uporabljali so ga v bolnišnicah, kinodvoranah in triadi stolpnic: stavbe Kavanagh, Comega in Safico. Za te zgodnje nebotičnike je značilen ziguratov pristop njihove zasnove, ki je bil predviden v skladu z občinsko uredbo, ki je analogna resoluciji o območjih v New Yorku iz leta 1916, ki je bila sprejeta, da visokim stavbam prepreči, da bi svetloba in zrak preprečevali dostop do spodnjih ulic. Zgradba Kavanagh prikazuje vse večji vpliv ameriške arhitekture v regiji v tistem času, ki so ga povzročili politični obračun v Evropi in tehnološke preobrazbe.